# Franz Kutscher
Franz Kutscher (8. února 1865 Litochovice nad Labem – 7. března 1912 Litochovice nad Labem) byl rakouský a český politik německé národnosti, na počátku 20. století poslanec Českého zemského sněmu a Říšské rady.

## Biografie
Působil jako starosta rodných Litochovic nad Labem. Na přelomu století se zapojil i do zemské a celostátní politiky. Ve volbách v roce 1901 byl zvolen do Českého zemského sněmu v kurii venkovských obcí (volební obvod Litoměřice, Lovosice, Úštěk). Politicky patřil k všeněmcům. Mandát obhájil ve volbách v roce 1908, nyní jako člen Německé agrární strany.
Kromě toho byl zvolen ve volbách roku 1901 i do Říšské rady (celostátní zákonodárný sbor), za kurii venkovských obcí, obvod Litoměřice, Štětí, Ústí atd. Uspěl i v následných volbách roku 1907, konaných již podle všeobecného a rovného volebního práva. Byl zvolen za obvod Čechy 107. Zvolen byl také ve volbách roku 1911 a poslancem Říšské rady zůstal až do své smrti, po níž ho v jeho obvodu Čechy 107 nahradil Karl Müller.
V roce 1906 se uvádí jako jeden z osmi poslanců Říšské rady za skupinu Freier Verband alldeutscher Abgeordneter, která po rozkolu ve Všeněmeckém sjednocení sdružovala stoupence politiky Karla Hermanna Wolfa, tzv. Freialldeutsche Partei, později oficiálně Německá radikální strana (Deutschradikale Partei). Po volbách roku 1907 zasedl do poslaneckého klubu Německý národní svaz, v jehož rámci byl členem Německé agrární strany.
Počátkem března 1912 vážně onemocněl. K jeho lůžku v Litochovicích se dostavil i profesor von Jaksch a zdravotní stav pacienta byl označen za velmi vážný. Po několika dnech zemřel.